# Калист I Цариградски
Калист I Цариградски (?—1363) је био цариградски патријарх у периоду од 1350. до 1353. и поново од 1355. до 1363. године. Поштован је у Православној цркви као светитељ и богослов.

## Биографија
У младости је живео на Светој гори у скиту Магулу код манастира Филотеј под духовним вођством Светог Григорија Синајског. Ту је, касније, саградио обитељ Светог Маманта. Као јеромонах живео је у манастиру Ивирон.
За патријарха цариградског изабран је 1350. године по жељи и цара Јована Кантакузина. После три године удаљио се са патријаршког престола поново у Свету гору. У време цара Јована Палеолога 1355. године поново је враћен на трон Цариградске патријаршије, где је као патријарх остао до смрти.
Умро је се 1363. године, у граду Серу, који је у то време био у саставу Српског царства. Тамо је допутовао ради преговора са српском царицом Јеленом, тада већ монахињи Јелисаветом, која је радила на измирењу Српске цркве са Цариградском патријаршијом. У склопу преговора је било решавано и питање о пружању помоћи Византији у борби против Турака.
Аутор је бројних богословских дела: Житије светог Григорија Синаита и Светог Теодосија Трновског, поуке монасима и многобројне беседе. Свети патријарх Калист је активно учествовао у подршци Светом Григорију Палами и председавао на сабору у Цариграду 1351. године који је потврдио његово учење о божанској светлости и издао „Саборски Томос“ о томе. Православна црква прославља патријарха Калиста 20. јуна по јулијанском календару.

## Однос према Српској патријаршији
Приликом првог ступања на патријаршијски трон у Цариграду (1350), патријарх Калист је од свог претходника, патријарха Исидора, наследио низ проблема који су се односили на раније (1346) проглашење Српске патријаршије и њено потоње ширење према областима које су до тада потпадале под Цариградску патријаршију. Као и његов претходник Исидор, патријарх Калист такође није признавао патријаршијску титулу поглавара Српске православне цркве, нити је био спреман да се помири са губитком сопствене јурисдикције над бројним епархијама у западним областима које су ушле у састав Српског царства. Међутим, за разлику од Исидора, који није предузимао изричите мере против Српске цркве, Калист је заузео другачији став, под утицајем цара Јована Кантакузина, који је поменуто питање посматрао из политичког угла. Стога је Калист донео одлуку да прекине све односе са Српском црквом, а њеног поглавара је осудио због узимања патријаршијског наслова и присвајања епархија. Такође је осудио и српског цара Стефана Душана, због узимања царског наслова, иако тај поступак српског владара није непосредно задирао у област црквеног права, чиме се показало да су Калистове осуде биле изречене првенствено из политичких разлога. У историографији не постоји сагласност о тачном времену доношења поменутих одлука, тако да неки историчари сматрају да се то догодило недуго по првом ступању Калиста на патријаршијски трон (1350), док други сматрају да се то догодило нешто касније, око 1352. године.

## Напомена
- Напомена: Овај чланак, или један његов део, изворно је преузет из Охридског пролога Николаја Велимировића.